# Lake D
Der Lake D, in einigen Quellen auch Lake Kainui genannt, ist ein See in der Region Waikato auf der Nordinsel von Neuseeland. Er gehört zu einer Gruppe von Seen, die mit Buchstaben bezeichnet sind und deren Reihe von „A“ bis „E“ reicht.

## Geographie
Der rund 25 Hektar große und bis zu 6,7 m tiefe Lake D befindet sich in einer landwirtschaftlich genutzten Gegend, rund 3,8 km nördlich der nördlichen Stadtgrenze von Hamilton. Rund 750 m östlich ist der Lake C zu finden und rund 860 m in annähernd östlicher Richtung der Lake B. Das Gewässer misst eine Länge von rund 900 m in Südwest-Nordost-Richtung und besitzt eine maximale Breite von rund 450 m in Nordwest-Südost-Richtung. Der Umfang des Sees beträgt rund 3,1 km.
Die Oberfläche des komplett umzäunten Torfsees befindet sich auf einer Höhe von Minimum 24,81 m. An seinem nordöstlichen Ende besitzt der See einen regulierten Wasserablauf, dessen Ablauflevel die umliegenden Farmer gerne gesenkt haben möchten. Reguläre Zuläufe des Sees sind nicht zu erkennen.